# Ștefan Octavian Iosif
Ștefan Octavian Iosif, né le 11 septembre 1875 à Brașov en Transylvanie et mort le 22 juin 1913, est un poète roumain d'origine aroumaine, linguiste et traducteur de la langue aroumaine.

## Biographie
Ștefan Octavian Iosif étudie d'abord dans sa ville natale, puis à Sibiu. Il part ensuite à Paris poursuivre des études supérieures. À Paris, il fait la connaissance du poète Dimitrie Anghel qui devint son ami.
De retour à Bucarest, Iosif, Anghel et Emil Gârleanu organisent une réunion littéraire en 1908 sous l'appellation de "Societatea Scriitorilor Români" ("Société des écrivains roumains").
Par la suite, Iosif collabore à la revue littéraire Sămănătorul.
Son amitié avec Anghel est rompue en raison de l'amour qu'ils portent tous les deux à la même femme, Natalia Negru. Celle-ci a d'abord été mariée à Iosif, pui a divorcé pour se remarier avec Anghel. Ce dernier, désespéré par les infidélités de Natalia, se suicide en 1914. 
Iosif meurt en 1913, dans un hôpital de Bucarest, après avoir subi un accident vasculaire cérébral. Il est enterré au cimetière Bellu de Bucarest. Son buste s'élève dans le Parc Cișmigiu.

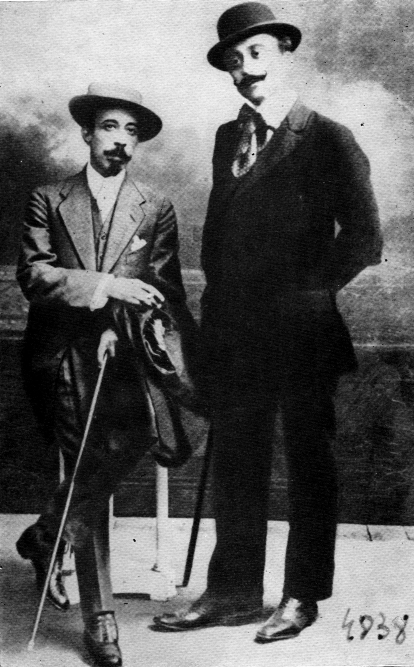
Stefan Iosif (à droite) et Dimitrie Anghel.

## Œuvres

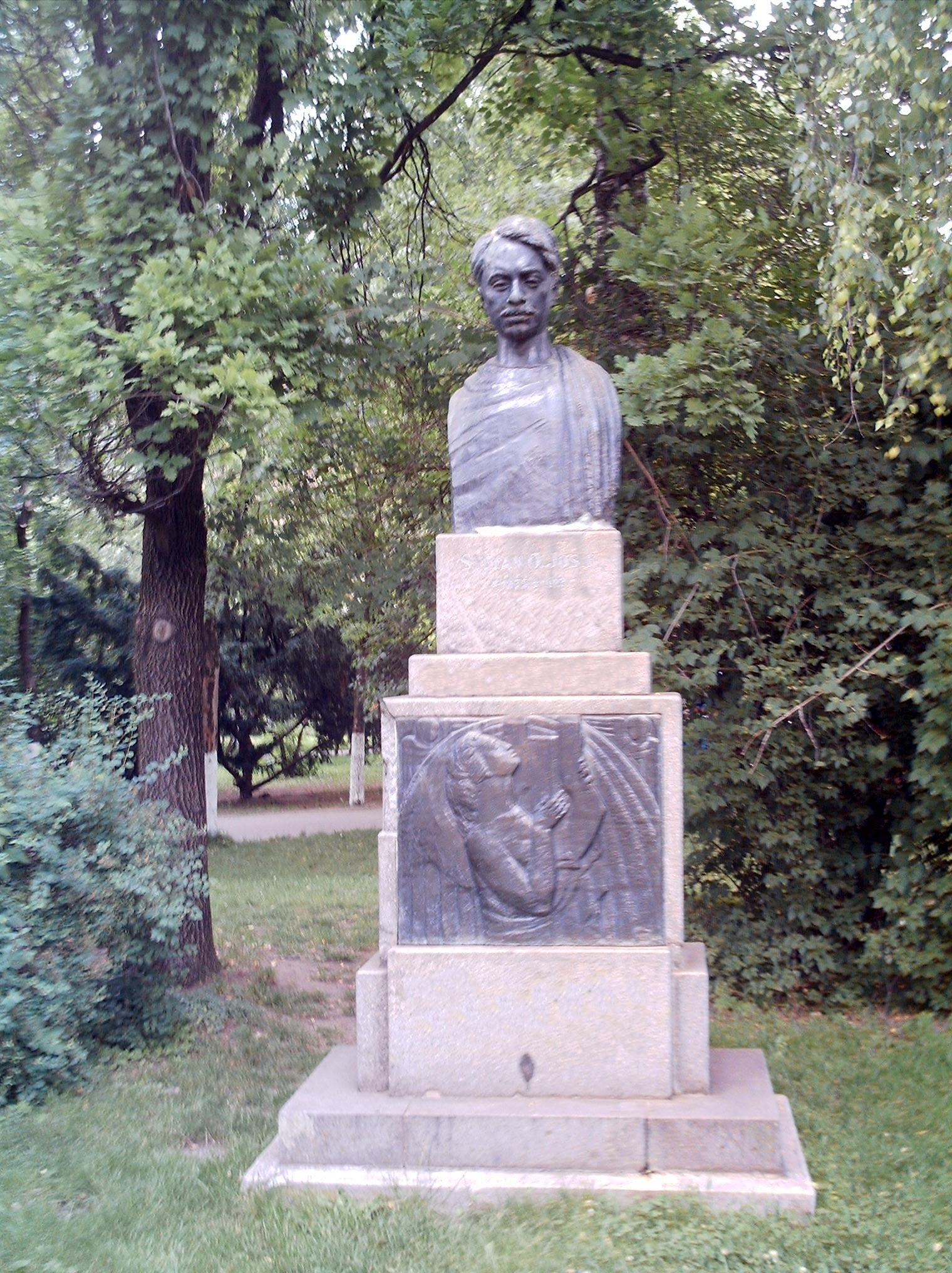
Buste de Iosif à Brașov

- 1901 : Patriarhale
- 1901 : Romanțe din Heine
- 1902 : Poezii
- 1905 : Din zile mari
- 1905 : Credințe